# سفارة مصر في اليمن
سفارة مصر في اليمن هي الممثلية الدبلوماسية العليا لدولة جمهورية مصر العربية لدى الجمهورية اليمنية. تقع السفارة في صنعاء، وتهدف لتعزيز المصالح المصرية في اليمن، إلا أنه ونظرًا للظروف الأمنية الناتجة عن سيطرة الحوثيين على العاصمة صنعاء منذ سبتمبر عام 2014 فإن السفارة تحولت إلى تمثيل غير مقيم من الرياض.